# Caudiel
Caudiel es un municipio de la Comunidad Valenciana, en España. Situado al sur de la provincia de Castellón y perteneciente a la comarca del Alto Palancia. Está situado en la zona norte de esta, justo en el límite con la comarca del Alto Mijares, en el enlace entre la sierra de Espina y la sierra de Espadán.  Cuenta con una población de   722 habitantes (INE 2024). Se trata de un municipio hispanófono, en el que el español cuenta con el predominio lingüístico reconocido legalmente.

## Geografía
El casco urbano se encuentra situado sobre dos pequeños cerros que se encuentran separados por un barranco, el de Juesar. Debido a su situación geográfica entre dos sierras su término es abrupto con destacadas alturas como el pico del Buitre (1158 m), las Palomas (1155 m) o el Tejavana (1074 m). Debido a ello, numerosos barrancos surcan su término municipal como el de los Majanos, el Moro, los Navarros, Escorpión, Espinar, Alamera y Juesar que desaguan en su mayoría en el río Palancia.

### Barrios
Se distinguen principalmente dos barrios separados por la carretera CV-195, el Lugar y el Barrio.

### Localidades limítrofes
Benafer, Fuente la Reina, Gaibiel, Higueras, Jérica, Montán, Pavías, Pina de Montalgrao, Villanueva de Viver dentro de la provincia de Castellón. Y con San Agustín en la provincia de Teruel, Aragón.

### Accesos
La manera más sencilla de llegar es a través de la autopista A-23 de Sagunto a Somport hasta las cercanías de Jérica, dónde se enlaza con la CV-195. El pueblo se encuentra a 71 km de Valencia y 67 km de Castellón de la Plana. También es posible llegar a la localidad en tren, ya que es la estación terminal de la línea de cercanías C-5 del núcleo de Valencia, que la une con dicha ciudad.

## Historia
Existen numerosos restos de la Edad del Bronce, en los yacimientos de la Cueva de la Alcabaira, Cueva de la Rocha, Cueva Generosa y el abrigo y sima de la Fuente la Higuera.
En el periodo ibérico destacan los yacimientos del poblado de la Alcabaira y el Castillarejo, siendo este último una cima casi circular con fuertes pendientes y resto de amurallamiento en sus laderas.
La presencia romana se pone de manifiesto por las monedas y las inscripciones latinas halladas en su término. Hay catalogadas cinco inscripciones, cuatro funerarias y una rupestre. De las funerarias, una de ellas se encuentra en paradero desconocido y las restantes están expuestas en el pórtico de la iglesia. La inscripción rupestre está grabada sobre una roca en la Peña del Letrero, en la actualidad muy degradada y prácticamente ilegible.
La huella árabe también ha dejado su paso por Caudiel; la configuración de sus calles más la posterior consagración de la mezquita en iglesia parroquial y la protección otorgada por el rey Jaime I de Aragón, en 1276, a la aljama o comunidad árabe aquí establecida, son signos inequívocos de la presencia musulmana en Caudiel.
La reconquista cristiana llegó a Caudiel en los primeros días del año 1235, poco antes de la conquista de Jérica, acaecida el 5 de febrero de ese mismo año. El rey Jaime I, creó para su esposa Teresa Gil de Vidaure, el señorío de Jérica mediante donación realizada el 9 de marzo de 1255, incorporando Caudiel a dicho señorío. Posteriormente el 4 de septiembre pasaría a su hijo Jaime Pérez, que en adelante se llamaría Jaime I de Jérica.

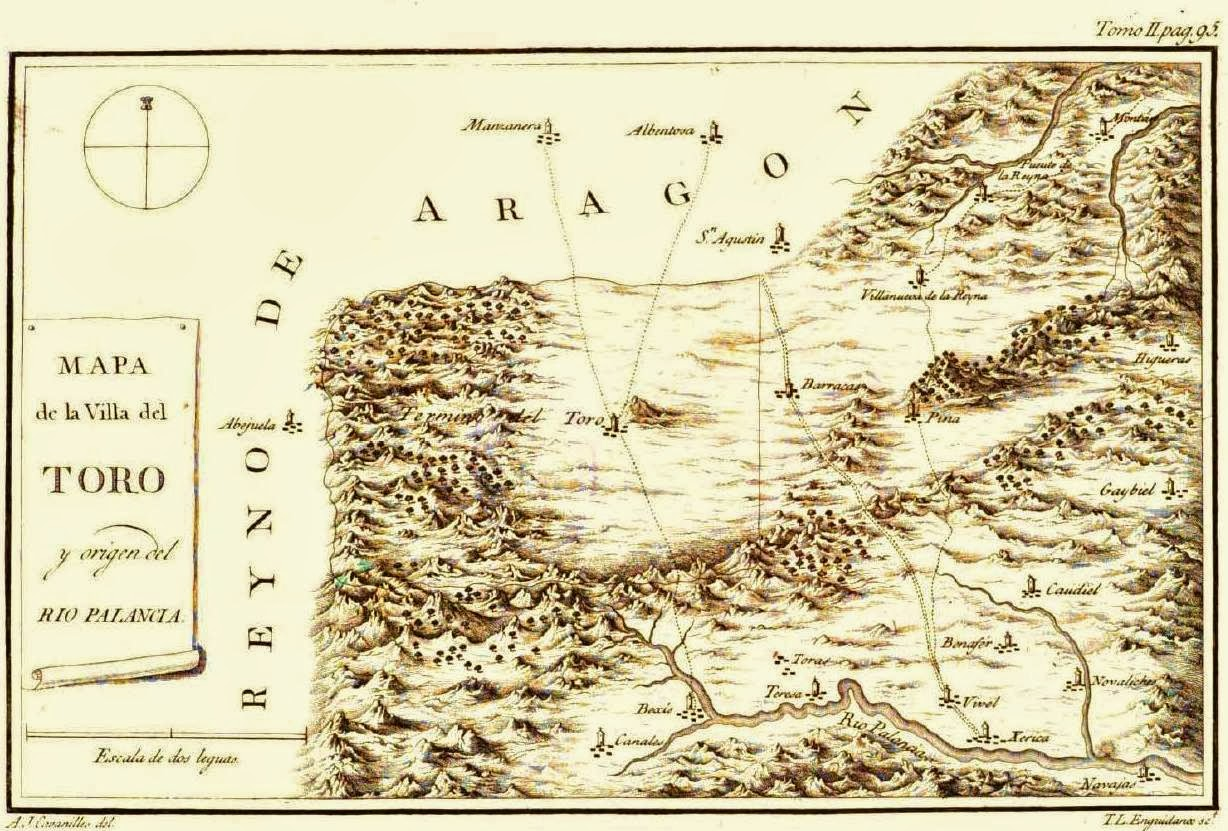
Mapa del Alto Palancia en las Observaciones de Cavanilles

La carta de población viene condicionada en quince capítulos, más otros siete en los cuales se especifica las regalías o retenciones que el Señor guarda para sí y para los suyos; todo ello dentro del marco jurídico de los fueros, buenos usos y costumbres del reino de Aragón. Este importantísimo acontecimiento representa la fundación medieval del municipio de Caudiel.
Siglos después Fernando de Aragón, duque de Calabria, compró Caudiel el 11 de noviembre de 1538. Siendo virrey de Valencia, en 1526, y fortificó la población construyendo elevados muros con ocho torreones, que vigilaban todos los ángulos del recinto, cerrado este por tres portales; los de Valencia, Aragón y Gaibiel. A la muerte del duque todos sus bienes pasaron al monasterio de San Miguel de los Reyes de Valencia, quienes serían los últimos poseedores hasta el 25 de junio de 1820 fecha en que se exclaustró su monasterio.
A finales del siglo XVIII, Cavanilles escribió Observaciones sobre la historia natural, geografía, agricultura, población y frutos del reyno de Valencia. Respecto a Caudiel, habla de su situación al nordeste de Viver y en una llanura. Menciona los diferentes cultivos del pueblo (trigo, maíz, aceite y vino) y su cantera de mármol.
A mediados del siglo XIX, Pascual Madoz dirigió el Diccionario geográfico-estadístico-histórico de España y sus posesiones de Ultramar, donde habla del terreno despejado en el que se encuentra Caudiel y de su clima templado. También de sus calles sin empedrado y de su plaza irregular. Menciona el mal reloj de la iglesia y su precioso camarín. Habla también de los confines de Caudiel y de las principales producciones de este (panizo y aceite). Dice que las especulaciones de mercado eran cortas, pues se hallaban reducidas a la exportación del vino. Habla del mercado y del feriado de Caudiel, así como del número de vecinos (429) y del número de almas (1565). Habla del convento de monjas Carmelitas Descalzas, un modelo de virtud, saber y laboriosidad. Y también habla de la cantera de mármoles blanquecinos y melados del pueblo.

## Demografía
Caudiel cuenta con una población de 722 habitantes (INE 2024).
| Gráfica de evolución demográfica de Caudiel entre 1842 y 2021                                                       |
| |
| Población de derecho según los censos de población del INE Población de hecho según los censos de población del INE |

| 1900 | 1910 | 1920 | 1930 | 1940 | 1950 | 1960 | 1970 | 1981 | 1991 | 2000 | 2004 | 2005 | 2007 | 2019 | 2021 |
| ---- | ---- | ---- | ---- | ---- | ---- | ---- | ---- | ---- | ---- | ---- | ---- | ---- | ---- | ---- | ---- |
| 1768 | 1849 | 1588 | 1417 | 1286 | 1311 | 1103 | 930  | 618  | 666  | 695  | 704  | 701  | 714  | 664  | 663  |

### Economía
Basada tradicionalmente en la agricultura de secano con productos típicos de la comarca como el almendro, el olivo, destacando eso sí, la presencia de la cereza en los terrenos de regadío. Junto a la agricultura el sector de la construcción y actividades afines (cerrajería, carpintería, etc.) y el sector servicios (hostelería, comercio, etc.) constituyen las principales fuentes de actividad y empleo. También se ubica en su término una pequeña fábrica de tornillería.

### Administración
Las siguientes personas han sido escogidas Alcalde o Alcaldesa de Caudiel:
| Periodo   | Nombre                       | Partido      |
| --------- | ---------------------------- | ------------ |
| 1979-1983 | Vicente Catalán Palomar      | GIC          |
| 1983-1987 | Vicente Catalán Palomar      | AP-PDP-UL-UV |
| 1987-1991 | Manuel Lucas Villanueva      | AP           |
| 1991-1995 | Manuel Lucas Villanueva      | PP           |
| 1995-1999 | José Manuel Moliner Rivelles | PP           |
| 1999-2003 | José Manuel Moliner Rivelles | PP           |
| 2003-2007 | Isidro Esteban Pérez         | PSPV-PSOE    |
| 2007-2011 | Miguel Silvestre Urban       | PP           |
| 2011-2015 | Miguel Silvestre Urban       | PP           |
| 2015-2019 | Antonio Martínez Fernández   | PP           |
| 2019-2023 | Antonio Martínez Fernández   | PP           |
| 2023-act. | Antonio Martínez Fernández   | PP           |

## Patrimonio

### Patrimonio religioso

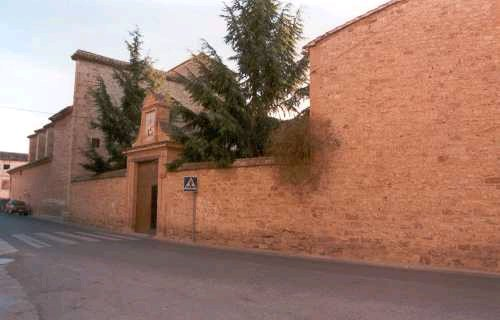
Convento de Carmelitas Descalzas

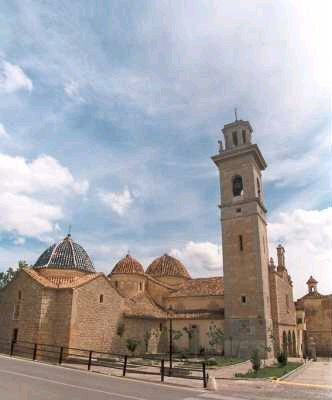
Iglesia parroquial

- Convento de Carmelitas Descalzas. Este convento, perteneciente a la orden de las carmelitas fue fundado el 21 de noviembre de 1671 en estilo barroco. Al estar completamente amurallado posee un aspecto recio y monacal. La iglesia está construida con mampostería y piedra angular, constando de una sola nave con capillas laterales que no mantienen comunicación entre sí. Al ser un monasterio de clausura, el interior no puede visitarse excepto la iglesia y el coro bajo, que se encuentra situado al lado del presbiterio, pudiéndose apreciar la magnífica pavimentación en azulejo  valenciano del siglo XVII. El legado artístico del convento es notable, destacando una imagen de la Inmaculada, policromada, atribuida al círculo de Esteve Bonet, diversa iconografía murillesca y un Ecce Homo vinculado a Juan de Juanes.
- Ermita del Socós. De propiedad municipal, este edificio del siglo XV cuenta con una sola nave de planta rectangular. Fue construido mediante el sistema de arcos diafragmas y techumbre de madera. Los arcos son de piedra sostenidos mediante pilastras y ménsulas molduradas, siendo el primero de ellos apuntado y el segundo de medio punto. Magníficamente restaurada en el año 2011, actualmente no tiene culto.
- Iglesia parroquial de Caudiel. Este antiguo convento de frailes agustinos fue fundado en 1616. Antiguamente cumplía la función de colegio para la orden. Tras la desamortización de Mendizábal fue cedido al pueblo que lo utilizó como ayuntamiento, hospital o escuela, manteniendo el uso religioso para la iglesia erigiéndola en la iglesia parroquial de la localidad tras el derrumbe de la antigua en 1866. La iglesia es una amplia nave en forma de cruz con capillas claustrales comunicadas entre sí y cúpula de media naranja, todo ello de un refinado estilo barroco con extraordinaria decoración de orden compuesto. La capilla de la Virgen, es una bóveda de cañón con un gran arco abocinado y en el centro de la estancia la cúpula. El retablo del altar está muy recargado en su decoración con hojarascas, florones, consolas o angelotes. El camarín de la Virgen destaca por su riquísima decoración sobrecargada igualmente de querubines, hojarascas, cintas, guirnaldas o cartelas. Sobresale de manera fastuosa el retablo, pues todo él está decorado en oro. Es de destacar la pequeña imagen de la Virgen del Niño Perdido, conocida popularmente como Virgen del Colmillo, llamada así por estar labrada en un colmillo de elefante. Data del siglo XV, es de pequeña factura (27 cm) y su valor es incalculable. Dice la tradición que San Vicente Ferrer, llevó consigo en sus misiones de apostolado y predicación esta pequeña imagen. Llegó a Caudiel, de mano de los Agustinos Recoletos, el día 21 de octubre de 1627.

### Patrimonio civil

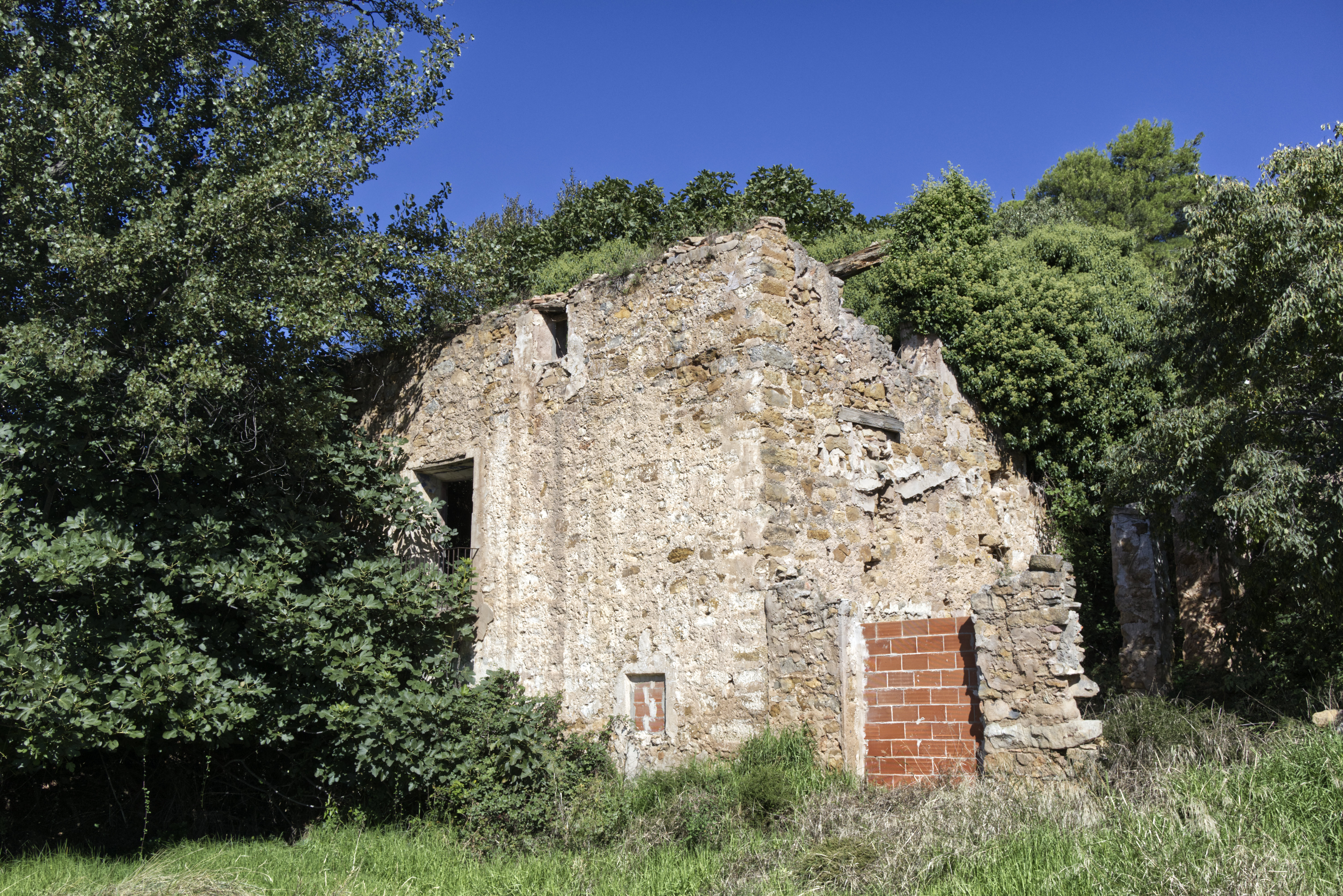
Molino Blanco

- Murallas. Los restos apenas perceptibles de las antiguas murallas nos muestran que debieron ser derribadas en los primeros tiempos de la reconquista. Actualmente se encuentran integradas en diversas casas de la localidad. el último tramo de la muralla, fue derribado a finales del siglo XX para la construcción de adosados en la zona suroeste de la población, c/ Mezquita, popularmente llamada, La muralla.
- Torre del Molino. Esta antigua torre de defensa y vigía se encuentra situada en una montaña muy próxima a la población, dominando el valle cercano. Su origen es incierto, pudiendo ser romana su cimentación, estando comprobado eso sí, su uso en el periodo musulmán. Ha sido completamente restaurada, tanto en su parte exterior como interior. A pesar de los buenos resultados, la nueva cubierta campaniforme de teja no debe corresponderse con su estilo original.
- Restos del Molino Blanco, molino hidráulico catalogado como bien de relevancia local.[4]

### Lugares de interés
- Paraje de la Torre del Molino. Cercano a la población como área de recreo y esparcimiento recomendamos una visita a la Torre del Molino, zona restaurada actualmente con la instalación de parques, mesas, bancos, vallas y paelleros.
- Parque de la Grieta y Barranco de Juesas. Es una original zona natural y de recreo ubicada dentro del casco urbano del municipio, restaurada y acondicionada por las diferentes Escuelas-Taller realizadas en Caudiel, donde entre otras áreas destaca el Parque Forestal, en el que están representados los distintos ecosistemas de la Comunidad Valenciana.
- La Cabaira, Fuente la Higuera y Canteras del Gullirno. Caudiel goza de lugares con un alto valor ecológico como la Cabaira, Fuente la Higuera o Canteras del Gullirno en la Sierra de Caudiel, donde predomina la vegetación de carrascal, pudiendo observarse especies como el arce, acebo o tejo. En la parte norte del término se localiza la Sierra de Espina, caracterizada por un denso bosque de pino rodeno. Ambos son reductos naturales dignos de una protección especial por su valor ambiental. Muy próximo se encuentra el parque natural de la Sierra de Espadán, al que se accede por la carretera de Higueras, caracterizado por los densos bosques de alcornoques.

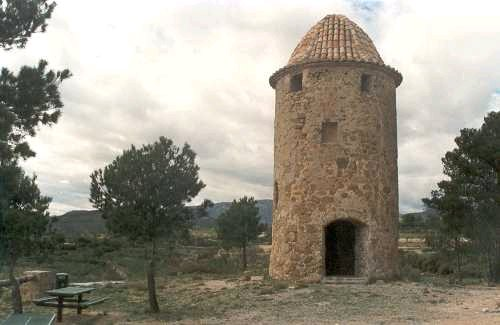
Paraje de la Torre del Molino
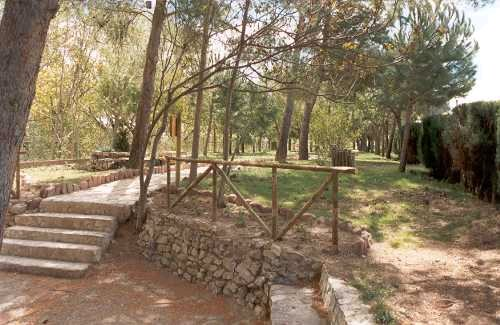
Parque de la Grieta
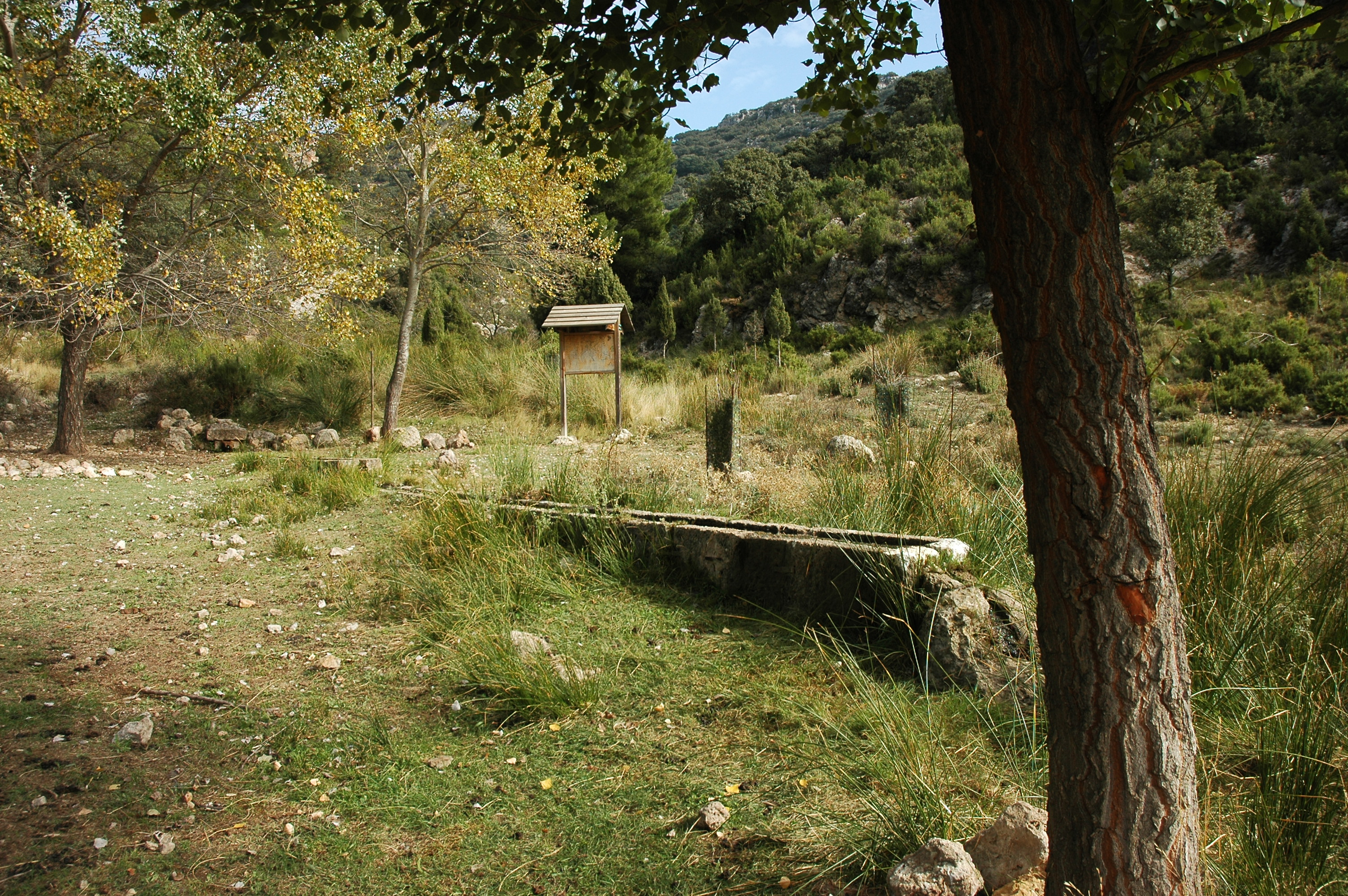
Fuente Alcabaira

## Cultura

### Fiestas
Las fiestas patronales se celebran en honor de la virgen del Niño perdido durante la segunda semana de septiembre. También se celebra la festividad de San Antonio Abad, en enero y Santa Úrsula el 21 de octubre y la de la cereza en junio, donde a todas las personas que estén ese día en la fiesta se les da de comer olla típica del pueblo y vino. Por alguna razón que se desconoce las fiestas patronales pasaron de junio por la festividad de San Juan bautista, patrón de la población a septiembre. Según los ancianos del lugar, tuvo que ver con la llegada de la virgen del colmillo y su posterior coronación, por parte del obispo de Segorbe y el por entonces párroco de Caudiel.

### Gastronomía
La típica de la comarca, los platos más representativos de Caudiel son: la olla, el conejo al ajillo, arroz al horno con bacalao, las gachas y migas de pan. La repostería artesana como la torta de higos o los crujidores, sin dejar de lado el postre más famoso y natural de Caudiel, las cerezas del rabo corto y la miel.